# Saro
Saro – gmina w Hiszpanii, w prowincji Kantabria, w Kantabrii, o powierzchni 17,82 km². W 2011 roku gmina liczyła 510 mieszkańców.